# Tabaré Perlas
Tabaré del Hum Perlas Fontana (* 15. Februar 1972 in Montevideo, Uruguay) ist ein uruguayisch-deutscher Dirigent und Kulturmanager. Seit 2008 ist er Vorstand der Daniel-Barenboim-Stiftung. Diese ist alleiniger Gesellschafter der Barenboim-Said-Akademie in Berlin und finanziert, koordiniert oder kooperiert mit einer Reihe von Schwesterorganisationen, so z. B. das Barenboim-Said Music Centre in Ramallah (Palästina), den West-Eastern Divan Trust UK und die Barenboim-Said Foundation in New York. Insbesondere aber ist die Daniel-Barenboim-Stiftung der Betreiber des West-Eastern Divan Orchestra.

## Biografie
Perlas hat seit 2009 neben der uruguayischen auch die deutsche Staatsbürgerschaft.
1991 nahm er an der Universität Montevideo das Studium der Musikwissenschaften auf. 1992 wechselte er zunächst an das Meistersinger-Konservatorium in Nürnberg, später dann an die Hochschule für Musik Franz Liszt Weimar, an der er 1999 im Fach Orchesterdirigieren abschloss. Seine Tätigkeit im Rahmen der Europäischen Kulturhauptstadt Weimar als Projektbetreuer für das West-Eastern Divan Orchestra brachte ihn im Jahr 1999 mit Daniel Barenboim zusammen.
Das West-Eastern Divan Orchester wurde in den folgenden Jahren zu einer heute noch andauernden Erfolgsgeschichte. Junge Musiker aus Israel, Palästina und den angrenzenden Ländern des Nahen Ostens kommen hier zu gemeinsamen Workshops und anschließenden Tourneen zusammen, die das Orchester regelmäßig in den bekanntesten Konzertsäle und Festivals der Welt führt.
Neben seiner Arbeit für das West-Eastern Divan Orchestra war Perlas zwischen 2001 und 2007 in der Konzertdirektion der Staatsoper Berlin für die Durchführung der internationalen Tourneen verantwortlich.
Barenboim, seit 1992 Generalmusikdirektor der Staatsoper, nutzte 2010 ein Angebot des damaligen Regierenden Bürgermeisters Klaus Wowereit, im ehemaligen Magazingebäude der Staatsoper eine feste Einrichtung aus dem Geist des West-Eastern Divan Orchestra zu gründen und bat Perlas, die Umsetzung dieser Idee zu koordinieren. Daraus entstand schon bald eine Kooperation mit dem Architekten Frank Gehry und dem  Akustiker Yasuhisa Toyota, die ihre Dienste pro bono zur Verfügung stellten. Sie schufen gemeinsam einen Konzertsaal mit rund 680 Plätzen in Anlehnung an Pierre Boulez’ Konzept der „salle modulable“, der aufgrund seiner kühnen Formensprache, der ungewöhnlichen Wandlungsfähigkeit von Bühne und Zuschauerraum und seines herausragenden Klangs international Furore gemacht hat. Der Pierre-Boulez-Saal ist Teil einer Musikakademie, die Musiker aus den Ländern des Nahen Ostens und Israels zu professionellen Orchestermusikern ausbildet, ihnen aber auch im Sinne des Divan-Mitbegründers Edward Said eine geistes- und sozialwissenschaftliche Ausbildung zukommen lässt.
2012 wurde  die Barenboim-Said-Akademie als gemeinnützige GmbH ausgegliedert. Gründungsgeschäftsführer wurde der ehemalige Kulturstaatsminister Michael Naumann. Finanziert wurde dieses Projekt in einer Kombination aus Bundeszuwendungen und erheblichen privaten Spenden in Höhe von 18 Millionen Euro, die in kurzer Zeit von der Daniel-Barenboim-Stiftung eingeworben werden konnten.
Das Bauwerk wurde von 2014 bis 2016 erstellt. Nach der staatlichen Anerkennung als Musikhochschule begann im Oktober 2016 der Lehrbetrieb. Im März 2017 eröffnete der Pierre-Boulez-Saal in Berlin.
Zusätzlich zu seinen hauptberuflichen Verpflichtungen tritt Perlas als Dirigent mit verschiedenen nationalen und internationalen Orchestern in Erscheinung, etwa mit der Staatskapelle Halle, der Staatsphilharmonie Rheinland-Pfalz und dem Qatar Philharmonic Orchestra.